# Clarence Hobart

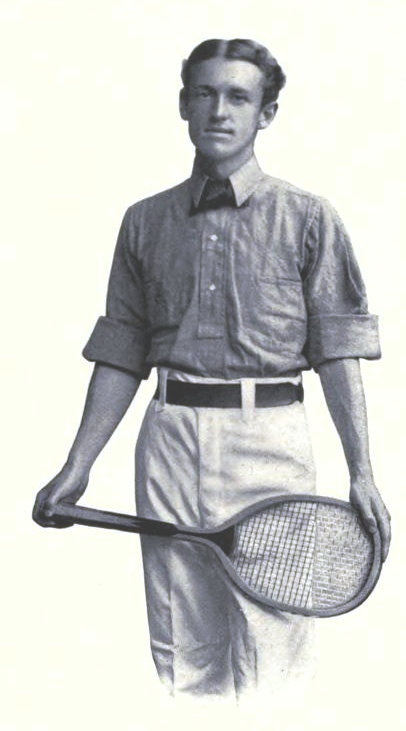
Hobart, um 1900

Clarence Hobart (* 27. Juni 1870 in Waltham, Massachusetts; † 2. August 1930 in Asheville, North Carolina) war ein US-amerikanischer Tennisspieler.

## Karriere
Hobart nahm ab 1888 an Tennisturnieren teil. 1891 erreichte er bei den US-amerikanischen Meisterschaften (heute US Open) das Finale, unterlag dort jedoch dem Vorjahressieger Oliver Campbell in fünf Sätzen. Im Doppel konnte er die Meisterschaften 1890, 1893 und 1894 gewinnen, im Mixed 1892 und 1893, sowie 1905 an der Seite seiner Frau Augusta Schultz. Er nahm auch an den Wimbledon Championships teil, bei denen er 1898 mit dem Erreichen des Halbfinals seinen größten Erfolg erzielte.
Zuletzt spielte er im Jahr 1919 bei den amerikanischen Meisterschaften.

## Titel

### Doppel
| Nr. | Jahr | Turnier                          | Partner        | Finalgegner                    | Endergebnis             |
| 1.  | 1890 | US-amerikanische Meisterschaften | Valentine Hall | Charles Carver John Ryerson    | 6:3, 4:6, 6:2, 2:6, 6:3 |
| 2.  | 1893 | US-amerikanische Meisterschaften | Fred Hovey     | Oliver Campbell Bob Huntington | 6:3, 6:4, 4:6, 6:2      |
| 3.  | 1894 | US-amerikanische Meisterschaften | Fred Hovey     | Carr Neel Sam Neel             | 6:3, 8:6, 6:1           |

### Mixed
| Nr. | Jahr | Turnier                          | Partnerin              | Finalgegner                     | Endergebnis    |
| 1.  | 1892 | US-amerikanische Meisterschaften | Mabell Cahill          | Elisabeth Moore Rodmond Beach   | 6:1, 6:3       |
| 2.  | 1893 | US-amerikanische Meisterschaften | Ellen Roosevelt        | Ethel Bankston Robert Willson   | 6:4, 4:6, 10:6 |
| 3.  | 1905 | US-amerikanische Meisterschaften | Augusta Schultz-Hobart | Elizabeth Moore Edward Dewhurst | 6:2, 6:4       |